# Giulio Chierchini
Giulio Chierchini, né le 22 mai 1928 à Gênes (Italie) et mort le 18 août 2019 dans la même ville,, est un auteur de bande dessinée italien.
Il a essentiellement travaillé pour les éditions italiennes des bandes dessinées Disney, collaborateur du mensuel Topolino de 1956 à sa mort en 2019. 

## Biographie
Né en 1928 à Gênes, Giulio Chierchini suit les cours de dessin de l'Istituto d'Arte (lycée artistique) Duccio di Buoninsegna, à Sienne puis commence une carrière d’animateur en 1946 avant de se consacrer à la bande dessinée à partir de 1952 pour les éditions Edizioni Alpe (it), où il travaille sur les séries Castorino, Tik Corvo et Dan Lepre, et edizioni Bianconi (it), où il travaille sur les séries Okey Papero e Mao Duebaffi, Geppo, publiée en France sous le nom Dodu, le bon petit diable, Chico Cornacchia, Volpetto (it), puis sa série dérivée Nonna Abelarda, publiée en France sous le nom de Tartine.
Avec Giovan Battista Carpi, co-dessinateur de Tartine, il entre ensuite aux éditions Mondadori qui réalisent et publient en Italie des bandes dessinées Disney. Après avoir réalisé des encrages pour Carpi pendant deux ans, Giulio Chirchini réalise sa première bande dessinée de l’univers Disney, une aventure de Mickey, Topolino e la freccia rossa, écrite par Guido Martina, publiée dans le mensuel Topolino en 1956. Il devient également scénariste à partir de 1964 et écrit ainsi le scénario d'une centaine d'épisodes sur les quelque 500 qu'il dessine.
Il est le créateur des personnages de Anacleto Faina en 1984, un voisin irascible de Donald et de Little Gum (it) en 1988, adversaire récurrent de Fantomiald.
Dans les années 1970 et 1980, il réalise plusieurs bandes dessinées parodiques avec les personnages Disney, telles L'Inferno di Topolino, Paperino Don Chisciotte, I Promessi paperi, Paperino nei panni di Tarzan, Per un pugno di fagioli in più, Paperino...per qualche fagiolo in più et L'Inferno di Paperino, qui rencontrent un grand succès.
Il est également reconnu pour son art de coloriste et de peintre. Il est ainsi novateur en réalisant lui-même les couleurs de ses bandes dessinées en utilisant un mélange de techniques d'aquarelle, de peinture à l'huile et d'aérographe, ainsi que des techniques issues du cinéma d'animation, activité dans laquelle il débuta : les fonds sont peints sur du carton, tandis que les personnages sont réalisés sur des feuilles d'acétate transparent pour donner plus de profondeur à l'illustration, techniques qu'il utilise également pour réaliser de nombreuses illustrations dont la dernière paraît dans Topolino no 3302 du 6 mars 2019. 
Giulio Chierchini travaille ainsi pour les séries Disney pendant 66 ans, ce qui fait de lui l'auteur ayant collaboré le plus longtemps au magazine Topolino,. Parallèlement, il réalise des histoires de Fix und Foxi (de) pour l’éditeur allemand Kauka entre 1966 et 1972. Sa dernière bande dessinée, Nonna Papera e il pieno… vuoto,  une histoire de Grand-Mère Donald, paraît dans Topolino no 3294 du 9 janvier 2019,.

## Récompenses
- Premio dell'Anafi pour l'ensemble de sa carrière en 2007[2].
- Premio Papersera, récompensant un dessinateur des bandes dessinées Disney, pour l'ensemble de sa carrière en 2009[2].